# Friederike von Rauch

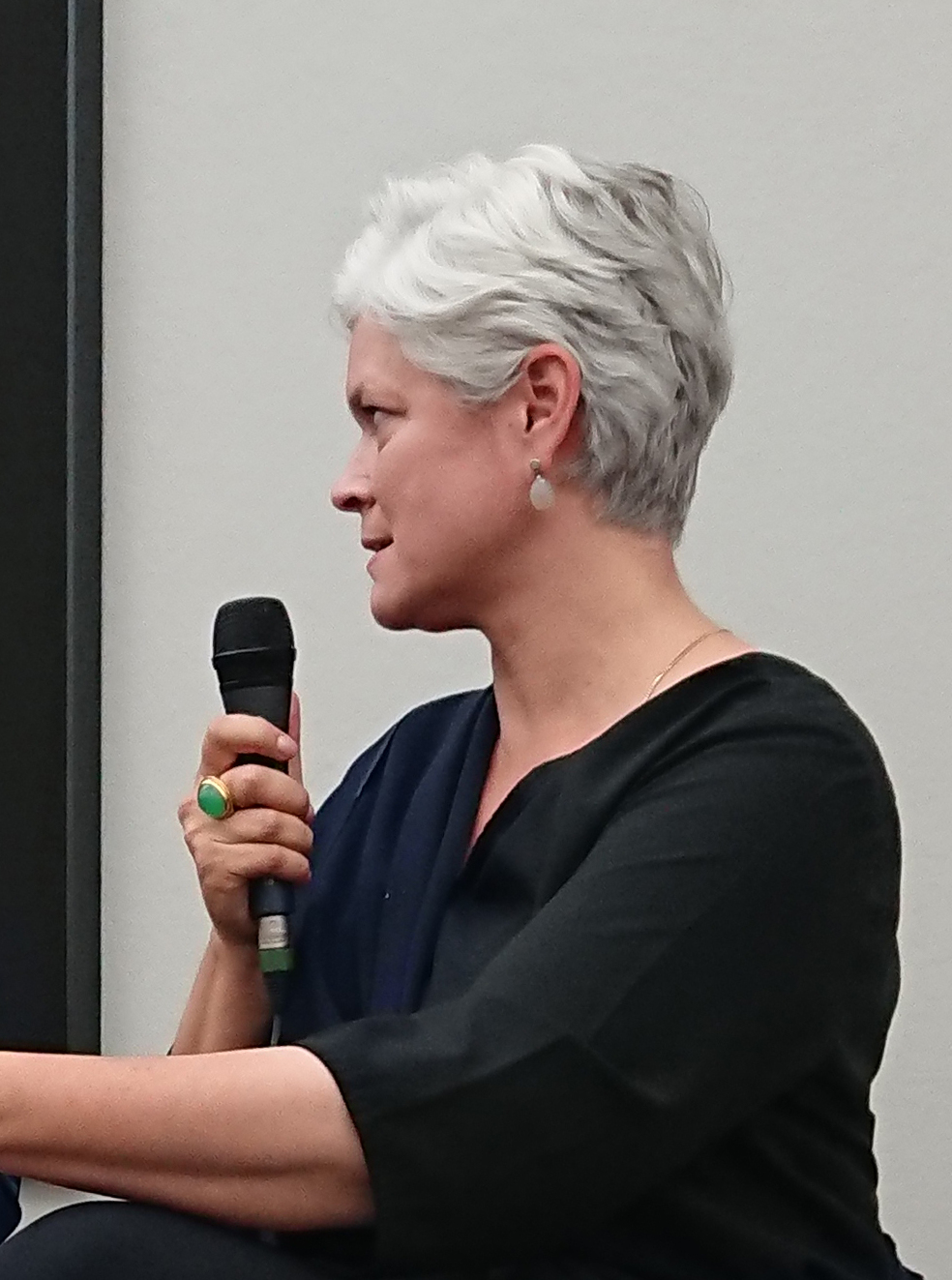
Friederike von Rauch beim Artist Talk im Haus am Kleistpark (2019)

Friederike von Rauch (* 1967 in Freiburg) ist eine deutsche Fotografin, die in Berlin lebt und arbeitet. Sie ist vor allem bekannt für künstlerische Aufnahmen von moderner Architektur.

## Leben
Von 1987 bis 1992 erlernte Friederike von Rauch in Kaufbeuren den Beruf der Silberschmiedin. Im Anschluss daran, von 1992 bis 1997, studierte sie das Fach Industriedesign an der Universität der Künste Berlin (UdK), zu diesem Zeitpunkt noch Hochschule der Künste (HdK). Danach arbeitete von Rauch als Location Scout für Studio Babelsberg in Potsdam und wandte sich zeitgleich der Fotografie zu. Seit den Nullerjahren ist sie als Fotografin etabliert. Sie war Stipendiatin des Vlaams-Nederlands Huis deBuren – 2006 in Brüssel und 2007 in Rotterdam. 2008 war sie Stipendiatin des Baer Art Centers in Island. Die Fotografien von Rauch wurden in zahlreichen Gruppen- und Einzelausstellungen im In- und Ausland gezeigt. Einzelausstellungen hatte sie unter anderem im Kunst- und Kulturzentrum Hafnarborg in Hafnarfjörður Island (2010), im Forum für Fotografie Köln (2013), im Kunstverein KunstHaus Potsdam (2015) sowie im Haus am Kleistpark in Berlin (2019).

## Arbeit
Obwohl Friederike von Rauch keine Architekturfotografin im eigentlichen Sinn ist, steht Architektur doch im Zentrum ihrer Arbeit. Sie fotografiert sowohl zeitgenössische als auch historische Bauten. Ein besonderer Schwerpunkt liegt auf der Architektur der Nachkriegsmoderne. Bekannt sind ihre Aufnahmen aus dem Kloster Sainte-Marie de la Tourette des Architekten Le Corbusier. Ihre Fotografien zeigen weniger die räumlichen Strukturen von Gebäuden. Stattdessen zeigt von Rauch eher die Stimmungen von Räumen, deren Texturen, Materialien und Atmosphären. Die Bilder sind teilweise derart reduziert, dass sie wie abstrakte Kompositionen anmuten. Friederike von Rauch arbeitet ausschließlich mit analogen Kameras.
Neben Ausstellungen sind Bildbände ein beliebtes Medium der Fotografin. Sie veröffentlichte Bücher bei den Verlagen Jovis, Sieveking und Hatje Cantz. 2009 erschien ein Buch über das Neue Museum Berlin. Hierfür arbeitet von Rauch zusammen mit dem Architekten David Chipperfield. Dieses Buch wurde mit dem Buchpreis des Deutschen Architekturmuseums ausgezeichnet. Friederike von Rauch ist mit ihren Fotografien seit 2018 in der Artothek des Deutschen Bundestags vertreten.

## Ausstellungen (Auswahl)

### Solo
- 2022 Kunstverein Lippe, Schloss Detmold
- 2019 Insgeheim, Haus am Kleistpark, Berlin
- 2017 Insgeheim, Goethe-Institut, Paris
- 2016 Enclosure, Gallery Fifty One, Antwerpen
- 2016 Friederike von Rauch, De Garage, Cultuurcentrum Mechelen
- 2015 Carte Blanche, Kunstverein KunstHaus Potsdam
- 2015 Nachkriegsmoderne, Deutsche Oper Berlin
- 2013 Sleeping Beauties, Forum für Fotografie, Köln
- 2010 Sites, Hafnarborg Centre of Culture and Fine Art, Island
- 2008 Brussels, Kabinet van Cultuur, Brüssel
- 2007 90daysrotterdam, Flemish-Dutch House deBuren, Brüssel

### Beteiligungen
- 2023 Chez Icke, mit Anna Lehmann-Brauns und Stefanie Schweiger, Kommunale Galerie, Berlin
- 2023 Century: idee bauhaus, mit Hartmuth Böhm, Jan van Munster, Susan York ...u. a., Sammlung Schroth im Museum Wilhelm Morgner, Soest
- 2021 TraumA, mit Gregor Schneider, Hans Op de Beeck ...u. a., Triennale Brugge, Brügge
- 2020 Moderne und Refugium, Georg Kolbe Museum, Berlin
- 2019 Was vergeht – was bleibt: Fotografien der Sammlung Deutscher Bundestag, mit Ulrich Wüst, Arno Fischer ...u. a., Berlin
- 2019 Hyper, mit Andreas Gursky, Isa Gentzken, Artur Jafa, Albert Oehlen, Cyprien Gaillard, Wolfgang Tillmanns ...u. a., Deichtorhallen, Hamburg
- 2018 Prikkels, Museum Dr. Guislain, Ghent
- 2017 Dom Hans van der Laan, VAI-deSingel, Antwerpen
- 2017 Architecture+Abstraction, 68projects, Berlin
- 2016 Formes du Silence, mit Geneviève Asse, Kloster Sainte-Marie de La Tourette, Éveux
- 2016 Zeitgeist - Arte da Nova Berlim, mit Sven Marquardt, Norbert Bisky, Frank Ackermann, Thomas Scheibitz, Marc Brandenburg...u. a., CCBB & Goethe-Institut, Rio de Janeiro
- 2015 In Between Berlin, Deutsche Botschaft Washington D.C
- 2015 Radikal Modern, Berlinische Galerie, Berlin
- 2014 10, Halle am Berghain, Berlin

- 2014 Transects, mit Eggert Pétursson, i8 Gallery, Reykjavík
- 2014 Hoge Horizon Bruegelland, mit Michaël Borremans...u. a., Stadsmuseum Lier[10]
- 2012 Asche und Gold, mit Joseph Beuys, Gerhard Richter, Thomas Demand, Rebecca Horn, Anish Kapoor, Man Ray, Sigmar Polke, Andy Warhol ..u. a., Marta Herford
- 2012 Erfundende Künstler, Kunstverein Heidelberg
- 2010 Gabriele Münter Preis 2010, Martin-Gropius-Bau, Berlin
- 2008 Festival Voies Off des Rencontres d’Arles, Arles
- 2006 Été de la Photographie, Bozar, Brüssel
- 2006 Talking Cities, Zeche Zollverein Essen

## Publikationen (Auswahl)
- Monastic. Berlin: Jovis, 2019, ISBN 978-3-86859-591-8
- Sites. Hatje Cantz Verlag, 2007, ISBN 978-3-7757-2039-7
- mit Ursula Wilms: Topographie des Terrors[11], Jovis, 2021, ISBN 978-3-86859-673-1
- mit Rudolf zur Lippe: Heimliche Welten im Neuen Palais – Rudolf Prinz zur Lippe im Dialog mit Fotografien von Friederike von Rauch. Berlin: Jovis 2019, ISBN 978-3-86859-582-6
- mit Rudolf zur Lippe: Neues Palais in Sanssouci – Fotografien von Friederike von Rauch, betrachtet von Rudolf Prinz zur Lippe. Berlin: Jovis 2019, ISBN 978-3-86859-549-9
- mit Matthias Harder: In Secret. München: Sieveking 2013, ISBN 978-3-944874-02-9
- mit David Chipperfield: Neues Museum. Ostfildern: Hatje Cantz Verlag 2009, ISBN 978-3-7757-2376-3

## Filmografie (Auswahl)

### Location Scouting
- 2009 The International
- 2009 Wüstenblume
- 2009 Mr. Nobody
- 2009 Pandorum
- 2008 Der Vorleser
- 2008 Speedracer
- 2005 V for Vendetta
- 2005 Flightplan
- 2004 Bourne Verschwörung
- 2004 Beyond the Sea
- 2002 Equilibrium
- 2001 Enemy at the Gates